# Księżniczka Montpensier
Księżniczka Montpensier (fr. La princesse de Montpensier) – francusko-niemiecki melodramat historyczny z 2010 roku w reżyserii Bertranda Taverniera. Adaptacja krótkiego opowiadania autorstwa Madame de La Fayette.
Światowa premiera filmu miała miejsce 16 maja 2010 roku podczas 63. Międzynarodowego Festiwalu Filmowego w Cannes, gdzie film wyświetlany był w Konkursie Głównym.

## Opis fabuły
Rok 1562, we Francji trwają okrutne wojny religijne, pomiędzy katolikami i protestantami. Księżniczka Marie de Mézières (Mélanie Thierry) z wzajemnością kocha Henriego de Guise (Gaspard Ulliel), jednego z najodważniejszych bohaterów Francji. Jednak ojciec Marie obiecał ją wydać za księcia Franciszka de Montpensier (Grégoire Leprince-Ringuet), którego Marie poślubia. W drodze powrotnej z pola walki, Henri de Guise i następca tronu, książę d'Anjou (Raphaël Personnaz), zatrzymują się na zamku księcia Montpensier. Uczucia między Henrim i Marie rozkwitają z natężeniem mocniejszym niż dotychczas. Rozpoczyna się subtelna gra uczuć pomiędzy czwórką arystokratów.

## Obsada
- Mélanie Thierry jako Marie de Mézières
- Gaspard Ulliel jako Henryk Gwizjusz (Henri de Guise)
- Grégoire Leprince-Ringuet jako Franciszek de Montpensier
- Lambert Wilson jako Hrabia Chabannes
- Raphaël Personnaz jako Książę d'Anjou
- Michel Vuillermoz jako Książę Montpensier
- Anatole de Bodinat jako Joyeuse
- Éric Rulliat jako Quelus
- Samuel Théis jako La Valette
- Tomasz Białkowski jako profesor języka polskiego

i inni

## Produkcja
Zdjęcia kręcono w departamentach: Cantal (zamek Messilhac, kościół Saint-Julien-de-Chanet d'Allanche),  Cher (Bourges, opactwo Noirlac, zamek Meillant), Loir-et-Cher (zamek w Blois), Indre i Loara (Chinon), Maine i Loara (zamek Plessis-Bourré) oraz Aveyron (Lacalm).

## Nagrody i nominacje
63. Międzynarodowy Festiwal Filmowy w Cannes
- nominacja: Złota Palma – Bertrand Tavernier

36. ceremonia wręczenia Cezarów
- nagroda: najlepsze kostiumy – Caroline de Vivaise
- nominacja: najlepszy reżyser – Bertrand Tavernier
- nominacja: najlepszy scenariusz adaptowany – Jean Cosmos, François-Olivier Rousseau i Bertrand Tavernier
- nominacja: nadzieja kina (aktor) – Grégoire Leprince-Ringuet
- nominacja: nadzieja kina (aktor) – Raphaël Personnaz
- nominacja: najlepsza muzyka – Philippe Sarde
- nominacja: najlepsze zdjęcia – Bruno de Keyzer
- nominacja: najlepsza scenografia – Guy-Claude François